# Closterotomus biclavatus
Espèce
Synonymes
- Calocoris biclavatus (Herrich-Schäffer, 1835)[1]
- Calocoris bifasciatus Lethierry & Pierret, 1879[1]

Closterotomus biclavatus est une espèce d'insectes hémiptères, une punaise terrestre de la famille des Miridae.

## Liste des sous-espèces
Selon BioLib (11 juillet 2021) :
- sous-espèce Closterotomus biclavatus biclavatus (Herrich-Schaeffer, 1835)
- sous-espèce Closterotomus biclavatus dalmatinus (Wagner, 1957)